# 西川道
西川道（せいせん-どう）は中華民国北京政府により設置された四川省の道。

## 沿革
1913年（民国2年）2月7日、川西道とそして成立、観察使は成都県に設置され、下部に成都、華陽、簡陽、広漢、崇慶、什邡、双流、新都、温江、新繁、金堂、郫県、灌県、彭県、崇寧、新津、平武、江油、北川、彰明、茂県、汶川、綿陽、徳陽、安県、綿竹、梓潼、羅江、懋功、松潘、理番の31県を管轄した。1914年（民国3年）5月23日に西川道と改称、観察使も道尹と改められた。1930年（民国19年）5月に廃止されている。

## 行政区画
廃止直前の下部行政区画は下記の通り。（50音順）
- 安県
- 温江県
- 華陽県
- 灌県
- 簡陽県
- 金堂県
- 広漢県
- 江油県
- 梓潼県
- 什邡県
- 松潘県
- 彰明県
- 新津県
- 新都県
- 新繁県
- 崇慶県
- 崇寧県
- 成都県
- 双流県
- 徳陽県
- 郫県
- 汶川県
- 平武県
- 彭県
- 北川県
- 綿竹県
- 綿陽県
- 茂県
- 懋功県
- 羅江県
- 理番県